# Средній Полой
45°15′ пн. ш. 15°29′ сх. д. / 45.25° пн. ш. 15.49° сх. д.
Средній Полой (хорв. Srednji Poloj) — населений пункт у Хорватії, в Карловацькій жупанії у складі громади Барилович.

## Населення
Населення за даними перепису 2011 року становило 12 осіб.
Динаміка чисельності населення поселення: